# Modèle des urnes d'Ehrenfest
Le modèle des urnes est un modèle stochastique introduit en 1907 par les époux Ehrenfest pour illustrer certains des « paradoxes » apparus dans les fondements de la mécanique statistique naissante. Peu de temps en effet après que Boltzmann eut publié son théorème H, des critiques virulentes furent formulées, notamment par Loschmidt, puis par Zermelo, Boltzmann étant accusé de pratiquer des « mathématiques douteuses ».
Ce modèle est parfois également appelé le « modèle des chiens et des puces ». Le mathématicien Mark Kac a écrit à son propos qu'il était :

« ... probablement l'un des modèles les plus instructifs de toute la physique... »

## Le modèle des urnes

### Définition du modèle stochastique
On considère deux urnes A et B, ainsi que N boules, numérotées de 1 à N. Initialement, toutes les boules se trouvent dans l'urne A. Le processus stochastique associé consiste à répéter l'opération suivante :
- Tirer au hasard un numéro i compris entre 1 et N, prendre la boule n°i, la transférer dans l'urne où elle n'était pas.

Par convention, le premier instant est {\displaystyle t_{0}=0}.

### Dynamique du modèle

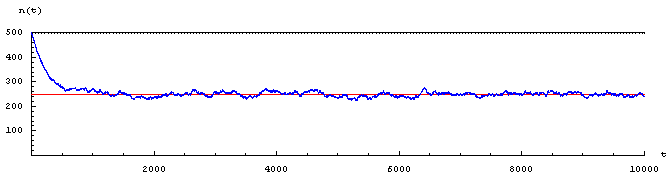
N = 500 boules ; 10000 tirages.

Dans ce modèle, on suit au cours du temps t (discret) le nombre total de boules n(t) présentes dans l'urne A. On obtient une courbe qui part initialement de n(0)=N et commence par décroître vers la valeur moyenne N/2, comme on pourrait s'y attendre pour un « bon » système thermodynamique initialement hors d'équilibre et relaxant spontanément vers l'équilibre.

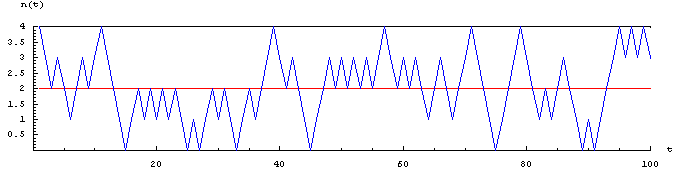
N = 4 boules ; 100 tirages. Les fluctuations autour de la moyenne sont importantes lorsque N est petit, et les récurrences à l'état initial sont particulièrement visibles.

Mais cette décroissance est irrégulière : il existe des fluctuations autour de la valeur moyenne N/2, qui peuvent devenir parfois très importantes (ceci est particulièrement visible lorsque N est petit).
En particulier, quel que soit le nombre de boules N fini, il existe toujours des récurrences à l'état initial, pour lesquelles toutes les boules reviennent dans l'urne A après une durée finie. Mais, comme le temps moyen entre deux récurrences consécutives croît très rapidement avec N, ces récurrences ne nous apparaissent pas lorsque N est très grand.

### Version «modèle des chiens et des puces»
Dans cette version, les deux urnes sont remplacées par deux chiens, et les N boules par N puces, sautant d'un chien à l'autre.

## Récurrences et théorème de Kac (1947)

### Récurrences à l'état initial
Il existe des récurrences à l'état initial, caractérisées par une suite dénombrable d'instants {\displaystyle \{t_{n}\}_{n=1,2,\dots }} finis pour lesquels toutes les boules reviennent dans l'urne A, c’est-à-dire que l'on a : {\displaystyle n(t_{n})=N}  (par convention, on pose {\displaystyle t_{0}=0}). On peut alors définir une nouvelle suite dénombrable {\displaystyle \tau _{n}=t_{n}-t_{n-1}} des durées finies entre deux récurrences consécutives.

### Théorème de Kac (1947)
Il est possible de calculer la durée moyenne entre deux récurrences à l'état initial consécutives :
On a le théorème suivant [Kac - 1947] :
De plus, on peut montrer que la dispersion des durées autour de leur valeur moyenne, caractérisée par l'écart-type σ, est du même ordre de grandeur :
Voir par exemple [Kac-1957].

## Solution exacte
- Voir par exemple : [Kac-1947] et : [Kac-1957]
- Au même titre, la mesure stationnaire du modèle, ainsi que la rapidité de convergence vers la mesure stationnaire ont été étudiées par Mark Kac[3] : voir
  - Modèle des urnes d'Ehrenfest, et
  - Théorie spectrale (cas du modèle des urnes d'Ehrenfest).

## Lien avec une marche aléatoire
Le modèle des urnes d'Ehrenfest est formellement similaire à une marche aléatoire non isotrope sur le réseau {\displaystyle \mathbb {Z} }, dont la limite continue converge vers le mouvement brownien d'une particule élastiquement liée. En termes probabilistes on parle de convergence vers le processus d'Ornstein-Uhlenbeck, processus stochastique défini par l'équation différentielle stochastique :
{\displaystyle dx_{t}=\theta (\mu -x_{t})\,dt+\sigma \,dW_{t}.\,}
Voir par exemple : [Kac-1947] et : [Kac-1957]